# Тальяферро, Магда
Магда Тальяферро (фр. Magdalena Maria Yvonne Tagliaferro; 19 января 1893 года, Петрополис, Бразилия — 9 сентября 1986 года, Рио-де-Жанейро) — бразило-французская пианистка и музыкальный педагог.
Родилась в Бразилии в семье французов. С пяти лет училась игре на фортепиано у своего отца. В 13-летнем возрасте вместе с родителями переехала во Францию и поступила в Парижскую консерваторию, где училась у Антонена Мармонтеля. Ещё студенткой пользовалась любовью и уважением директора консерватории Габриэля Форе, игравшего с ней дуэтом. При этом Тальяферро считала себя в первую очередь ученицей Альфреда Корто. Широко концертировала как соло, так и в ансамбле со скрипачом Жаком Тибо, виолончелистом Пабло Казальсом, знаменитым Квартетом Капе под руководством Люсьена Капе. В 1929 году Эйтор Вилла-Лобос посвятил Тальяферро свою фантазию для фортепиано с оркестром, и Тальяферро в Париже впервые исполнила её. Годом позже пианистке посвятил свой фортепианный концерт Рейнальдо Ан, в 1937 году Тальяферро записала его с оркестром под управлением автора. В 1937—1939 годах Тальяферро преподавала в Парижской консерватории, обучая своих студентов весьма своеобразной технике игры.
В 1940 году Тальяферро отправилась с концертами в США, однако ей там не слишком понравилось, и 1940-е гг. она провела, в основном, в Бразилии, где основала собственное музыкальное училище. С 1949 года жизнь Тальяферро делилась между Францией и Бразилией. В послевоенные годы она много преподавала в Париже (главным образом, в собственной школе), часто входила в жюри главных мировых пианистических конкурсов и продолжала концертировать. В 1979 году с триумфальным успехом прошло её выступление в Нью-Йорке, организованное по инициативе крупнейшего американского музыкального критика Харолда Шонберга; об исполнении Тальяферро «Карнавала» Шумана Шонберг писал: «Трудно припомнить, когда я получал большее наслаждение от „Карнавала“. В этой импровизационности и безошибочности ритма — самая суть Шумана». Последний концерт Тальяферро состоялся в 1985 году.